# Cistierna
Cistierna é um município da Espanha na província de León, comunidade autónoma de Castela e Leão, de área  km² com população de 3850 habitantes (2007) e densidade populacional de 40,70 hab/km².

## Demografia
| Variação demográfica do município entre 1991 e 2004 | Variação demográfica do município entre 1991 e 2004 | Variação demográfica do município entre 1991 e 2004 | Variação demográfica do município entre 1991 e 2004 |
| --------------------------------------------------- | --------------------------------------------------- | --------------------------------------------------- | --------------------------------------------------- |
| 1991                                                | 1996                                                | 2001                                                | 2004                                                |
| 4916                                                | 4509                                                | 4108                                                | 3972                                                |